# Ludwig Yorck von Wartenburg
Johann David Ludwig Yorck von Wartenburg gróf (Potsdam, 1759. szeptember 26. – Klein-Öls, 1830. október 4.) porosz vezértábornagy volt, a Yorck von Wartenburg nemesi nemzetség megalapítója.

## Család
Yorck von Wartenburg 1759-ben született David Jonathan von Yorck porosz kapitánynak és Maria Sophia Pflugnak, egy potsdami kézműves lányának házasságon kívüli kapcsolatából. A szülők 1763-ban összeházasodtak, ekkor Yorck négyéves volt. Apai nagyapja Jan Jarka (Jan Jarken) Groß Gustkow (lengyelül Gostkowo) birtokán élt és Rowe-ban volt lelkész. Az evangélikus család kasub gyökerekkel rendelkezett. Az apja a családnevét Yorck-ra változtatta, amihez hozzácsatolta a vitatott „von” előtagot, így lemondott a „von Gostkowski” név használatáról, melyben a -ski végződés a nemesi származásra utalt.

## Élete
Yorck 13 éves korában apródként csatlakozott egy porosz gyalogsági ezredhez, ahol 1777-ben hadnagyi rangot kapott. 1780 januárjában engedetlenség miatt egy év várfogságra ítélték. Elöljárójával, Raurath főhadnaggyal szemben, akit a zajló bajor örökösödési háború kapcsán illegális meggazdagodással vádoltak, nyilvánosan megvetést tanúsított. Raurath állítólag egy parádé során egy olyan oltárterítőn állva szónokolt, melyet a fosztogatások során tulajdonított el. Yorck ezt tette szóvá. A várfogságot Königsberg Friedrichsburg nevű erődítményének citadellájában töltötte le. Szabadulása után Nagy Frigyes megtagadta tőle, hogy ismét beléphessen a hadseregbe. 1781 júliusában kapitányi rangot kapott egy holland szolgálatban álló svájci ezredben. Az ezredet Fokvárosba irányították és 1783-84-ben részt vett a kelet-indiai hadjáratban a franciák oldalán harcolva az angolok ellen. Visszaérkezése után 1786 januárjában Frigyes ismét elutasította újból beadott jelentkezését a porosz hadseregbe. Utódja, II. Frigyes Vilmos engedélyezi ezt majd neki és ekkor kapitányi rangot kap valamint egy gyalogsági századot. 1792-ben már őrnagy és az 1794-95-ös lengyel hadjárat után zászlóaljparancsnokká nevezik ki. 1799-ben a katonai rendészet ezredének parancsnoka, 1805-től már ezredesi rangban. A gyorsan felívelő karrierjét a sereg új lőfegyverekkel való modernizálásában szerzett érdemeinek köszönhette.

## A porosz–francia háború

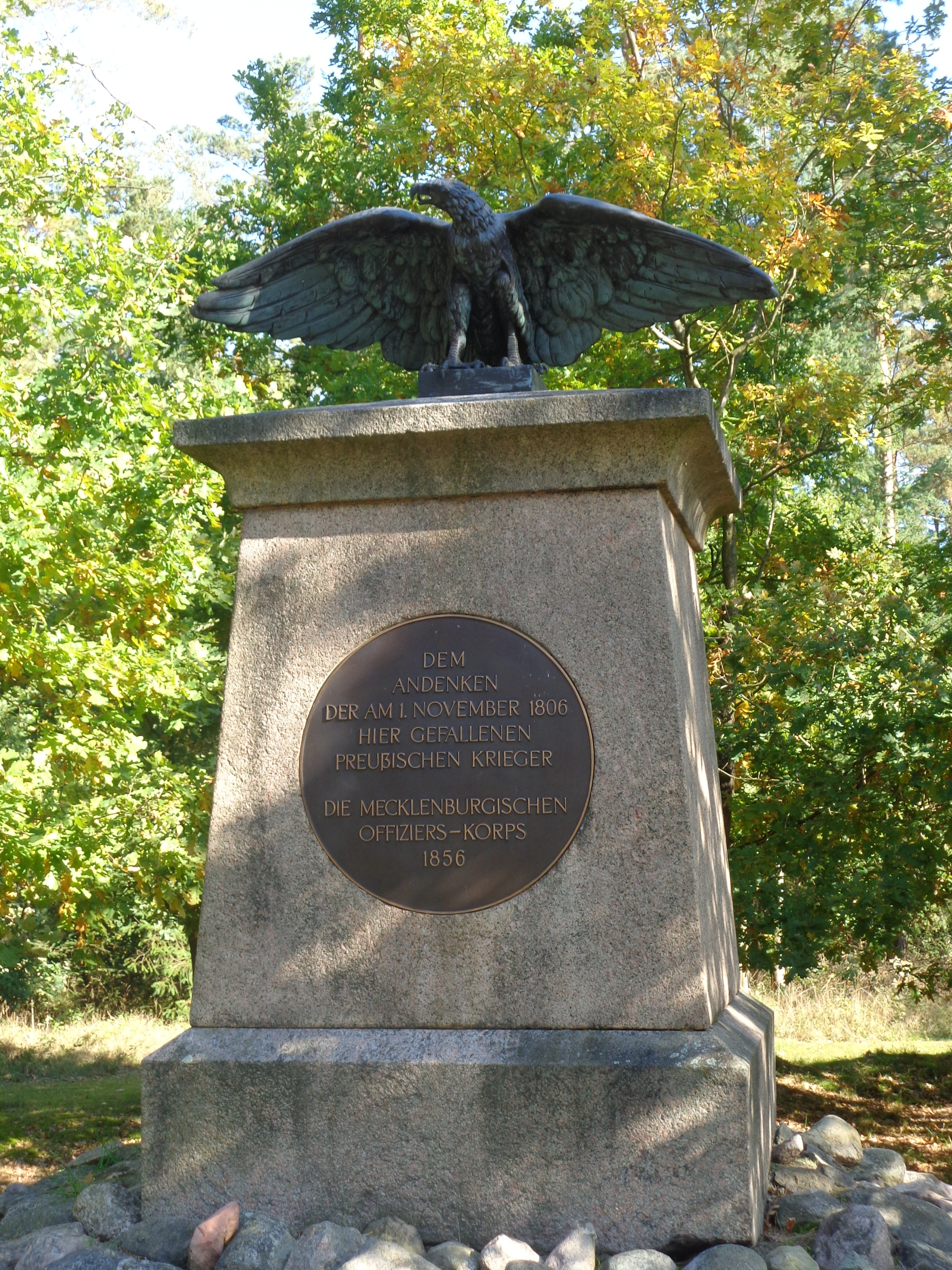
Háborús emlékmű Nossentinben

A weimari herceg előőrsét képező 1. könnyű dandár parancsnokaként vett részt 1806-ban a Napóleon elleni háborúban. A jénai és auerstedti vereségek után a Harz-hegységen keresztül kényszerült visszavonulni, hogy egyesülhessen Blücher hadtestével. Blücher északi irányba az Elbán át történő visszavonulását fedezve Yorck október 26-án sikeresen ütközött meg Altenzaunnál az üldöző franciákkal. Blücher utóvédjét irányította többek között a wareni és silz-nossentini ütközetekben 1806. november 1-jén. Lübeckben az utcai harcok során megsebesült és fogságba esett. 1807 júniusában egy fogolycsere keretében szabadon engedték. Egy francia tábornok adjutánsát kértek cserében. Königsbergben Yorckot vezérőrnaggyá léptették elő és a Pour le Mérite érdemrenddel tüntették ki, a Memel-vidék parancsnokának tették meg, és az ottani csapatok főparancsnoka is lett egyben.
A Franciaországtól elszenvedett vereség a régi porosz állam bukását is magával vonta. Az 1807-es tilsiti békével elveszítette területének felét és nagy jóvátételt kellett fizetnie Franciaországnak. Viszont ezek a kemény békefeltételek hozzájárultak az állam megújulásához is. Stein, Scharnhorst és Hardenberg reformjaival az államot modernizálták: 1807-ben felszámolták a jobbágyságot, 1808-ban a városok önkormányzatát is, és 1810-ben iparűzési szabadságot vezettek be. A Rómából hazahívott Alexander von Humboldt átalakította az oktatásügyet, és 1809-ben megalapította az első berlini egyetemet, mely ma az ő nevét viseli.
Yorck a porosz hadsereg újjászervezésekor a nyugat-poroszországi dandárt kapta és 1810-ben a könnyűcsapatok főfelügyelőségét, melyek kiképzését sikeresen hajtotta végre. 1811-ben előbb Nyugat- majd Kelet-Poroszországban lett főkormányzó. A megkezdett hadseregreformot 1813-ban az általános hadkötelezettség bevezetésével zárták le.

## Az Oroszország elleni hadjáratban

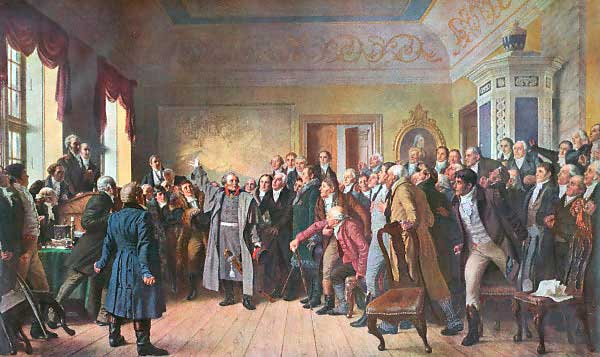
Yorck gróf 1813 február 5-i königsbergi beszéde a kelet-poroszországi rendekhez (Otto Brausewetter festménye)

A Napóleonnal szövetségre kényszerített Poroszországnak egy 21 000 fős segédhadtestet kellett a franciák rendelkezésére bocsátania. Háromszáz porosz tiszt ment Spanyolországba és Oroszországba, hogy Napóleon ellen harcolhasson. A Macdonald vezette 10. hadtest alárendeltségében a Yorck altábornagy és Grawert tábornok vezette segédhadtest június 28-án lépte át a határt és vonult be Kurföldre. Yorck felszólította a katonáit, hogy amennyire csak lehet kíméljék a megszállt területeket és a lakosságot. A visszavonuló francia seregeknek létfontosságú volt a porosz szövetség megtartása. Napóleon októberben és novemberben megpróbálta Yorckot kitüntetésekkel, előléptetésekkel és életfogytig tartó nyugdíj ígéretével a maga oldalán tartani, de nem járt sikerrel. Yorck ugyanis a vele szemben álló, porosz tisztek által vezetett orosz csapatokkal kötendő megegyezésben a napóleoni dominanciától való megszabadulás lehetőségét világosan felismerte és a tisztjei is arra ösztönözték, hogy legalább maradjon semleges a serege. Yorck ez ügyben tett több megkeresését is válasz nélkül hagyta III. Frigyes Vilmos király.
1812. december 30-án kötötték meg a tauroggeni egyezmény néven ismertté vált megegyezést. Porosz részről Yorck, orosz részről Diebitsch tábornok, Clausewitz és Dohna gróf írták alá. A király ezt egy a narancstermesztő üvegházban tett sétája során tudta meg, és először magán kívül volt a dühtől.
Yorck a fővesztést kockáztatta ezzel a lépésével, de ő és környezete valamint az orosz fél helyesen mérte fel a helyzetet. A Poroszország és Oroszország közt létrejött fegyvernyugvás nyílt felkelést szított a francia megszállók ellen először Kelet-Poroszországban majd Észak-Németországban. Yorck Königsbergben kiadott felhívására a kelet-porosz rendek a Landwehr saját felelősségre történő felállítása mellett döntöttek. A király februárban már nem tudta kivonni magát a fejlemények alól. Később egy bizottság kivizsgálta a gyűlést és Yorckot felmentette az önkényesség vádja alól. Otto Brausewetter festő a felhívást Yorck gróf szónoklata a kelet-porosz rendek előtt Königsbergben 1813. február 5-én címmel örökítette meg, mely a legismertebb műve lett.
1813. március 17-én a hadteste élén lovagolva mereven előre nézve, a lakosság frenetikus ujjongására ügyet sem vetve vonult be Berlinbe.

## A Napóleon elleni szabadságharc

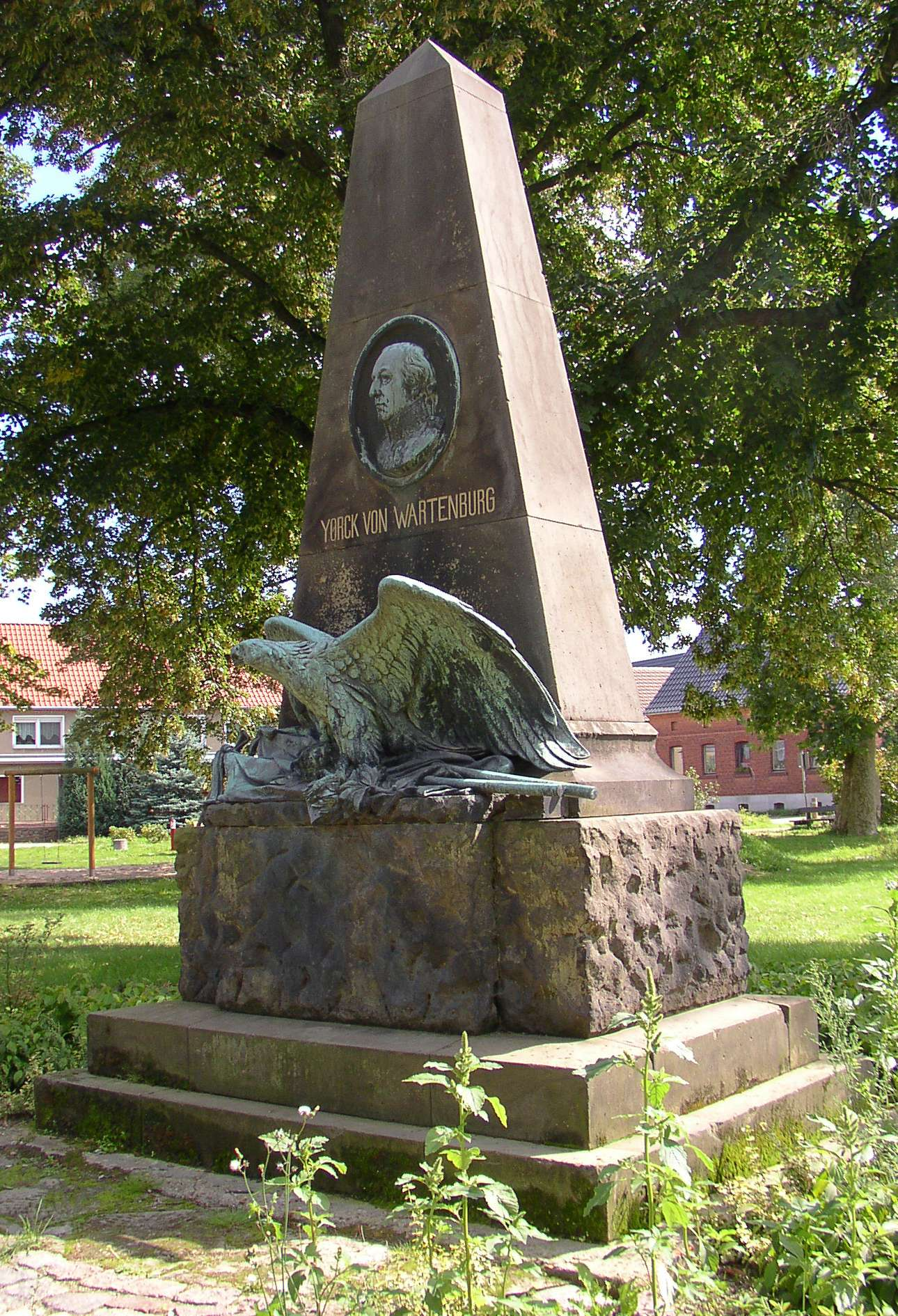
Háborús emlékmű Wartenburgban

Az ezt követő Franciaország elleni hadjáratban Yorck Wittgenstein parancsnoksága alatt harcolt a Großgörschennél és Bautzennél lezajlott csatákban. A Blücher vezette sziléziai hadsereg alárendeltségében ő döntötte el a Katzbachnál vívott csata sorsát és 1813 október 3-ikán Bertrand ellen a Wartenburgnál vívott csatában ő harcolta ki a Blücher számára stratégiailag döntő Elbán való átkelést. Yorck győzedelmeskedett még Möckernnél és sikeresen harcolt az azt követő lipcsei „népek csatájában”. A csata után október 20-ikán az Unstrut folyón túlra szorította a franciákat.
1814. január 1-jén Yorck már mint gyalogsági tábornok csapataival Kaubnál átlépte a Rajnát, és február 11-én Montmirail-nél sikerült megmentenie egy orosz hadtestet a pusztulástól. Március 9-én Laonnál az ő rohama hozta meg a győzelmet. Utolsó csatáját a március 30-án a Párizs körüli harcokban vívta. Március 31-én megkapta a Vaskereszt Nagykeresztjét.
1814 márciusában Yorckot a király grófi rangra emelte és nevéhez felvehette a „von Wartenburg” jelzőt és a Boroszló melletti Klein-Öls egykori máltai rendi birtokainak jövedelmét juttatta számára. Napóleon száműzetéséből való visszatérése után Yorck az 5. hadtest parancsnokságát kapta meg, melynek tartalékként az Elba mentén kellett gyülekeznie. Mivel ezt Yorck mellőzéseként fogta fel, kérte elbocsátását, melyet a békekötés után és többszöri kérvényezése után fogadtak el.
1821. május 5-én vezértábornaggyá léptették elő. 1830. október 4-én hunyt el a klein-ölsi birtokán.

## Személyisége
Yorckot szigorú és megközelíthetetlen személyiségként ábrázolják, aki a céljait nagy makacssággal valósította meg. A kortársai a „sörétember” (Mann aus gehacktem Eisen) vagy az „öreg Isegrimm” (kb. öreg mogorva) névvel illették. A katonái közt népszerű volt, mivel mindig nagy gondot fordított a csapatai életkörülményeire. Blücher és Gneisenau kíméletlen vezetési stílusát elutasította. Kimondottan önfejűnek és parancsot vonakodva végrehajtó parancsnoknak számított.

## Emlékezete

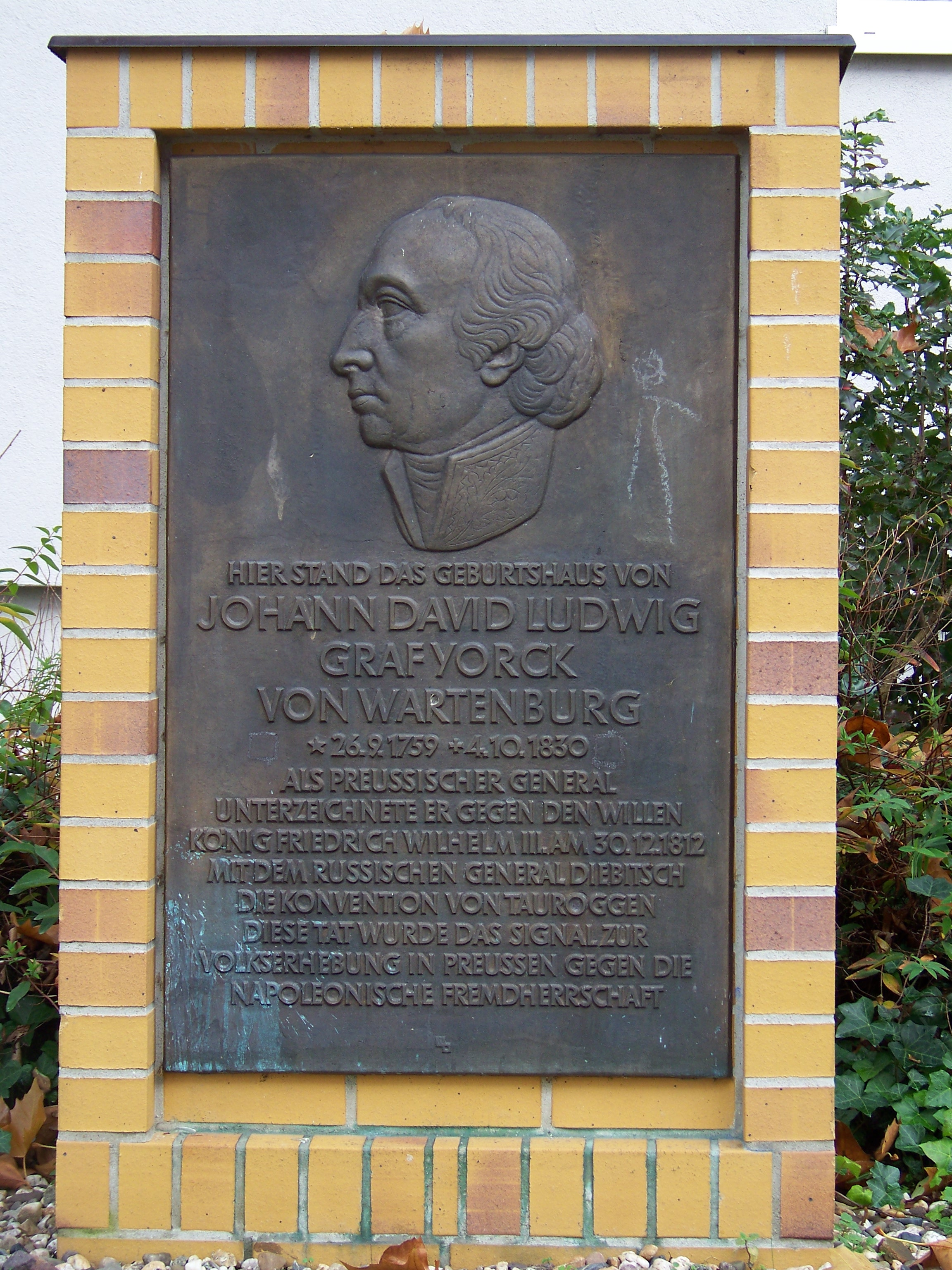
Szülőházát Potsdamban ma emléktábla ékesíti

Tiszteletére viseli/viselte a nevét számos alkotás, építmény, köztér stb.:
- SMS Yorck páncélos cirkáló, Német Császári Haditengerészet
- Yorcksche Marsch (Beethoven)
- Yorckstraße Berlinben, szülővárosában Potsdamban és más városokban
- Graf-Yorck-kaszárnya (Flugabwehrraketengruppe 21) Prangendorfban
- Yorck-kaszárnya Stadtoldendorfban
- Yorck tiszteletére állított szobrok (Berlin, Königsberg, Wartenburg)

## Fordítás
- Ez a szócikk részben vagy egészben  a   Ludwig Yorck von Wartenburg című német Wikipédia-szócikk ezen változatának fordításán alapul.  Az eredeti cikk szerkesztőit annak laptörténete sorolja fel. Ez a jelzés csupán a megfogalmazás eredetét és a szerzői jogokat jelzi, nem szolgál a cikkben szereplő információk forrásmegjelöléseként.